# Oraesia argyrosigna
Oraesia argyrosigna är en fjärilsart som beskrevs av Moore 1884. Oraesia argyrosigna ingår i släktet Oraesia och familjen nattflyn. Inga underarter finns listade i Catalogue of Life.